# Никола Белев (ветеринарен лекар)
Никола Танев Белев е български ветеринарен лекар и висш държавен чиновник на Ветеринарно медицинските органи на Народна република България – ветеринар и епизоотик, както и деец на Международното бюро по епизоотиите и неговата Европейска комисия.

## Биография
Завършва Висшия институт по зоотехника и ветеринарна медицина в Стара Загора. Започва трудовия си стаж като ветеринар, по-късно специализира борба с епизоотиите на тема „Борба с епизоотичните болести в европейски и световен мащаб“. През 1971 г. постъпва на работа в Ветеринарния институт на БАН където от 1975 г. е ст.н.с.
От 1976 до 1989 г. е член представител на НРБ в Групата от експерти на държавите членки на СИВ за борба с епизоотичните болести. Никола Белев е избиран в продължение на 15 години, включително и през 2005 година за член на изпълнителния комитет на МБЕ, за председател на Европейската комисия към Международното бюро по епизоотии и като координатор за източноевропейските страни и страните от ОНД.
Като Председател на ДО Ветеринарно дело Никола Белев има съществена заслуга за борбата с епизоотиите – болестите по животните в стратегически важен период за епизоотичната обстановка в Близкия изток и Балканите – недопускане на болести по българските животни породено от масовото емигриране на кюрди в северен Ирак на турската граница през септември 1988 г. които превозвайки със себе си животните и притежаващи ниски хигиенни навици пренасят болести по турските животни оттатък границата.
Друг въпрос, с който е свързано името на Никола Белев, е борбата с болестта по животните нова за 1988 г. Треска от долината Рифт. Което е признато на най-високите форуми: 57 сесия на Международното бюро по епизоотиите в Париж май 1988 г. и 13 сесия на Европейската комисия към него през септември 1988 г. в Мадрид, Испания, на която 13 сесия е решено следващата 14 да е в НРБ.
В периодите март 1975 – април 1976 и септември 1978 – май 1991 г. Никола Белев е Генерален директор на НВМС (Национална ветеринарномедицинска служба на Народна република България).